# Jenengan (Klambu)
Jenengan is een bestuurslaag in het regentschap Grobogan van de provincie Midden-Java, Indonesië. Jenengan telt 2317 inwoners (volkstelling 2010).